# Renato Capriles
Rafael Renato Capriles Ayala (* 28. Dezember 1931 in Puerto Cabello; † 8. Juli 2014 in Caracas) war ein venezolanischer Musiker und Orchesterleiter.
Capriles wuchs in einer großen Familie mit vierzehn Kindern auf. Anfang der 1950er Jahre übernahm er die Öffentlichkeitsarbeit für das von Miguel Ángel Capriles Ayala gegründete Medienhaus Cadena Capriles. 1958 gründete er mit Billo Frómeta das Orchester Los Melódicos, das über 50 Jahre die Unterhaltungsmusik in Venezuela bestimmte.
Das Orchester wurde mit Hits wie Apágame la vela, Papachongo, Mi cocha pechocha, Por ti amor, Diávolo und Zúmbalo bekannt und nahm u. a. die Alben !Es otra cosa¡ (1985), Juntos los grandes del baile (1986) und Incomparable (1995) auf. Bekannt wurden mit diesem Orchester Sänger wie Norma López, Emilita Dago, Diveana, Floriana, Liz, Angie, Víctor Piñero, Rafa Galindo, Rafael „Rafa“ Pérez, Cherry Navarro, Cheo García, Roberto Antonio und Miguel Moly.